# Перерезное
Перерезное (каз. Перерезное көлі) — болото в Костанайском районе Костанайской области Казахстана. Находится в 3 км к западу от села Шеминовское, между автомобильной дороги Костанай — Озёрное и железнодорожной веткой Костанай — Троицк. В первой половине XX века являлось озером.
По данным топографической съёмки 1943 года, площадь поверхности озера составляла 1,27 км². Наибольшая длина озера — 1,6 км, наибольшая ширина — 1,2 км. Длина береговой линии составляла 4,3 км, развитие береговой линии — 1,07. Озеро было расположено на высоте 183,2 м над уровнем моря.